# José Olaguer-Feliú
José Olaguer-Feliú y Ramírez (Manila, 25 ottobre 1857 – Madrid, 21 novembre 1929) è stato un generale spagnolo.

## Carriera
Nel 1876 è entrato all'Accademia di Stato Maggiore.
Nel 1882 è stato promosso a tenente e servì in diversi luoghi della Spagna.
Nel 1890 si recò nelle Filippine, con il grado di comandante. È stato direttore della Scuola di Arti e Mestieri a Manila.
Ha preso parte attiva in numerose operazioni militari nella Rivoluzione filippina. Ha partecipato alla battaglia di Kakarong de Sili nel Luzon il 1 gennaio 1897 e di conseguenza è stato promosso al grado di tenente colonnello.
Poi è stato Capo di Stato Maggiore del comandante di Luzon.
Un anno dopo è stato promosso al grado di colonnello. Durante la Guerra ispano-americana, è rimasto a Manila dove ha fornito servizi inestimabili durante l'assedio e il blocco durante la Battaglia di Manila. Come Vice Capo di Stato Maggiore della Capitaneria Generale di Manila, è stato uno dei capi militari che prese parte alla resa della città.
Nel 1898 è tornato alla terraferma con il grado di colonnello e nel 1902 è stato nominato Capo di Stato Maggiore della Capitaneria Generale di Galizia.
Nel 1910 è stato promosso al grado di generale di brigata e fu nominato Capo di Stato Maggiore della Seconda Regione, incarico che ha mantenuto fino al 1915. Poi è stato promosso a generale di divisione e gli fu dato il comando della seconda divisione.
Nel 1917 fu nominato governatore militare di Cadice, essendo lo stesso anno sotto il comando della Nona Divisione.
Nel 1921 è stato promosso al grado di tenente generale e assunse il comando della Capitaneria Generale di Catalogna fino al 1922.
Nel mese di marzo 1922, è stato nominato ministro della guerra, dimettendosi nel luglio dello stesso anno.
Poi fu nominato Capitano Generale della Quinta Regione d'Aragona.

## Morte
Morì il 21 novembre 1929 a Madrid.